# Бой при Гургулят
Боят при Гургулят е бой от Сръбско-българската война, воден на 7 ноември (19 ноември по нов стил) 1885 година, в района на село Гургулят, Софийска област.

## Предистория
Отрядът на капитан Христо Попов в състав три пехотни дружини, артилерийска батарея и по-малко от два ескадрона получава задача да настъпи от Алдомировци към Ракита, за да срещне Моравската дивизия.

## Ход на битката
На 7 ноември в 8.30 ч. капитан Попов развръща отряда на позиция от вис. Вишая до височините северно от Гургулят, като оставя четири роти в резерв. Артилерията заема позиции зад пехотата и открива огън по батареите и настъпващия противник. Към обяд сръбската армия насочва силите си в посока Кърнул с цел да обходи левия фланг на отряда. Тъй като огънят на сръбската артилерия непрекъснато се усилва и загубите на отряда се увеличават, капитан Попов решава да премине в настъпление, което започва към 16.00 ч. Отрядът се вдига на щикова атака и противникът не издържа на удара.
В боя вземат участие местните жители, включително и жени.

## Резултати
В района на Гургулят две сръбски роти са напълно унищожени, а останалите понасят тежки загуби и са принудени да отстъпят към Ракита. С боя при Гургулят се осигурява левият фланг на българската армия, която се прегрупира за преминаване в контранастъпление.

## Анализи
Боят при Гургулят е образец за бързо развръщане за срещен бой и умело управление на войските.